# Carasmatic
Carasmatic è un album di Irene Cara pubblicato nel 1987.

## Descrizione
Carasmatic è il terzo e ultimo album in studio di Irene Cara pubblicato nel 1987, se si escludono i primi due album incisi da bambina col suo nome di battesimo per il solo mercato degli Stati Uniti. L'album fu l'unico inciso per la Elektra Records. L'album è stato prodotto principalmente da George Duke e dalla stessa cantante. Molti musicisti famosi hanno inoltre contribuito a questo album come Luther Vandross, Lynn Davis, James Ingram, Patrice Rushen, Bonnie Raitt, Carole King e Michael Bolton. L'album, tuttavia, fu un insuccesso sia a livello di vendite che di classifiche, non riuscendo ad entrane nemmeno nella Billboard 200,.
Anche il singolo di lancio, Girlfriends/Dying for Your Love non ebbe alcun impatto nelle classifiche. Per il solo mercato europeo fu pubblicato un secondo singolo, I Can Fly/Girlfriends/I Can Fly (Radio Version), in versione 7", 12" e CD single, anche in questo caso di scarso impatto.

## Tracce
1. Get a Grip
2. Give Me Love
3. We're Gonna Get Up
4. Now That It's Over
5. Say Goodnight Irene
6. Don't Wanna Let Go
7. Girlfriends
8. Be Your Number One
9. Falling in Love